# La Chouffe
La Chouffe is een Belgisch blond bier dat voor het eerst op 27 augustus 1982 door de zwagers Pierre Gobron en Chris Bauweraerts werd gebrouwen. Gebaseerd op een legende van de Ardennen werd een kabouter gekozen als bedrijfslogo van de brouwerij. Het begon als een hobby, die geleidelijk uitgroeide tot de Brouwerij van Achouffe (met stokerij en taverne). Het bier wordt niet gefilterd, waardoor het hergist op de fles. Na het bezoek van een Schot werd er ook Mc Chouffe gebrouwen, die donker van kleur is en een pikantere smaak heeft. Het jaarlijkse feest La Grande Choufferie, in het 2e weekend van augustus, viert de geboorte van het Chouffebier, in een gezellige en muzikale ambiance.
Sedert 2006 is deze volledig in handen van de Brouwerij Duvel Moortgat uit Breendonk. La Chouffe was behalve op vat lange tijd alleen in grote champagneflessen van 75 centiliter en 1,5 liter verkrijgbaar, maar sinds mei 2009 wordt het bier ook in flesjes van 33 centiliter gebotteld. De brouwer beveelt aan La Chouffe bij een temperatuur van 4 tot 10 °C te drinken.

## Onderscheidingen
- La Chouffe heeft in de loop der jaren vele onderscheidingen mogen ontvangen. Zo heeft het bier in 1998 de 'Internationale bierwedstrijd van Montreal' en in 2000 het 'Wereldkampioenschap bieren' gewonnen.
- In 2011 werd La Chouffe door Test-Aankoop na een test van 210 speciaalbieren uitgeroepen als behorende tot de 18 beste bieren (bieren waarover de 30 proevers unaniem lovend waren).[5]

## Fotogalerij

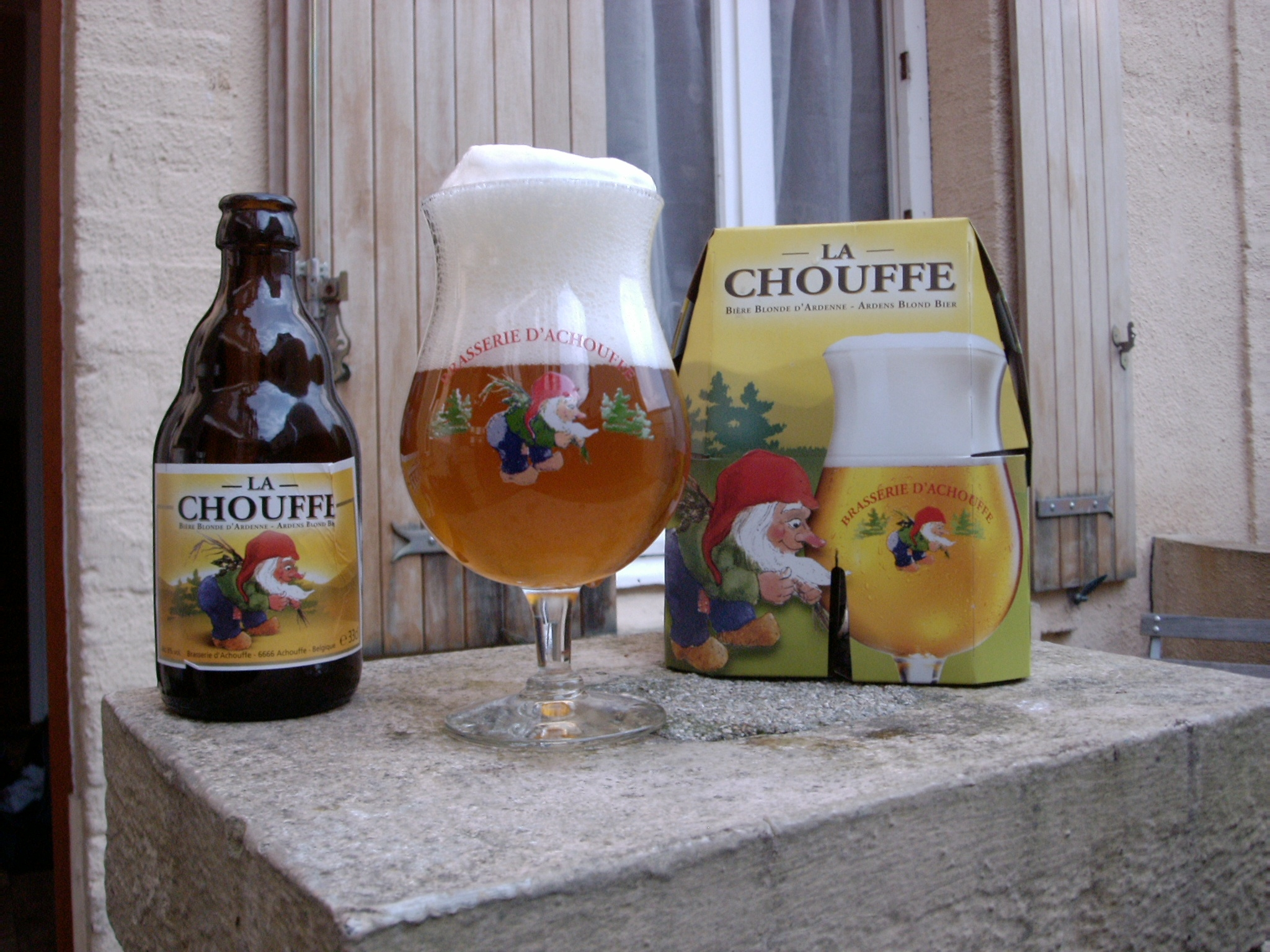
La Chouffe
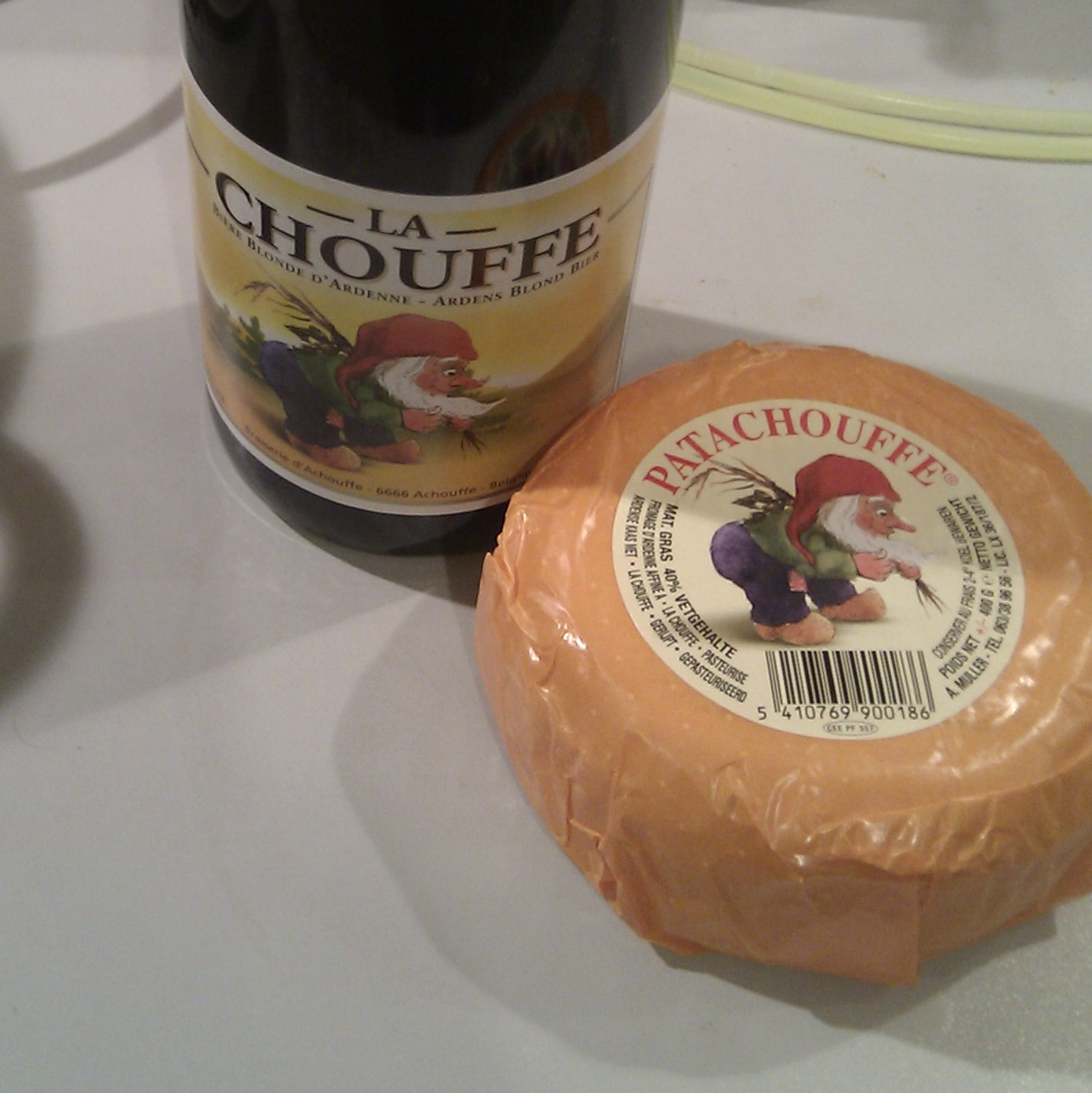
Patachouffe kaas
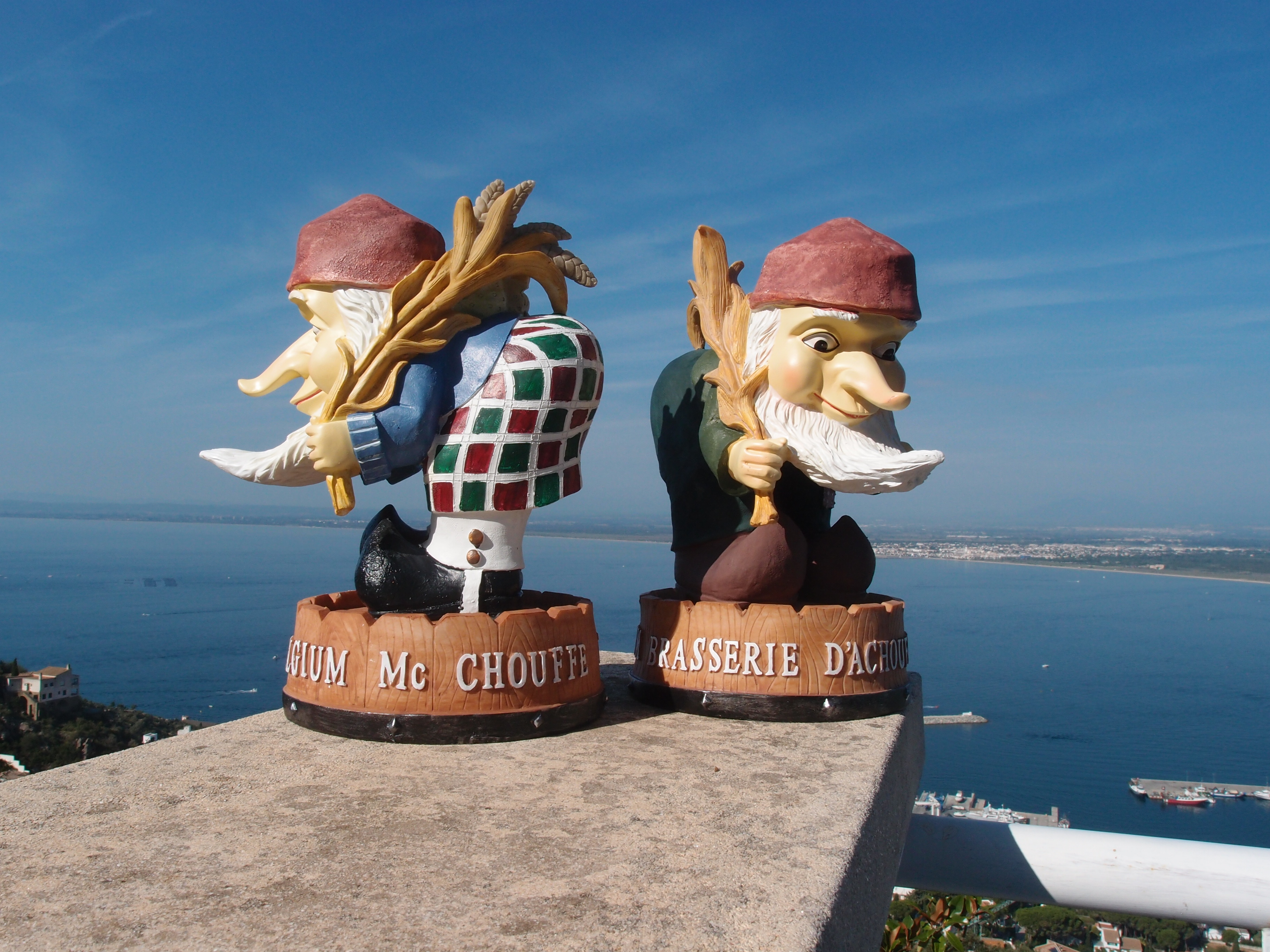
De Chouffe dwergen